# 1459 en littérature
| Années de la littérature : 1456 - 1457 - 1458 - 1459 - 1460 - 1461 - 1462    |
| Décennies de la littérature : 1420 - 1430 - 1440 - 1450 - 1460 - 1470 - 1480 |

Cet article présente les faits marquants de l'année 1459 en littérature.

## Parutions

### Poésie
- Avril : La Forest de tristesse de Jacques Milet[1].

## Naissances
- 1er février : Conrad Celtes, humaniste et poète allemand de langue latine, mort le 4 février 1508.
- 8 mars : Bernardino Corio, historien et humaniste italien, mort vers 1519.

## Décès
- 3 mars : Ausiàs March, poète du royaume de Valence en Espagne, de langue catalane, né en 1400.
- mai : Giovanni Aurispa, humaniste italien, né en 1376.
- juin : Shōtetsu, moine zen, poète japonais, né en 1381.
- 27 octobre : Giannozzo Manetti, homme politique et érudit humaniste italien de Florence, né le 13 juin 1396.
- 30 octobre : Poggio Bracciolini dit Le Pogge, érudit, écrivain, humaniste et homme politique italien de Florence, né le 11 février 1380.